# Temple Terrace
Temple Terrace är en stad (city) i Hillsborough County, i delstaten Florida, USA. Enligt United States Census Bureau har staden en folkmängd på 25 314 invånare (2011) och en landarea på 17,7 km².